# Antonio Puchades
Antonio Puchades Casanova (Sueca, 4 giugno 1925 – Sueca, 24 maggio 2013) è stato un calciatore spagnolo, di ruolo centrocampista.

## Carriera
Ha giocato nel Valencia per tutta la carriera, dal 1946 al 1958, con cui ha vinto un campionato e due coppe nazionali. Ha giocato ventitré partite e ha segnato sei reti per la Spagna ed è stato membro della squadra che ha partecipato al campionato del mondo 1950, che si è classificata quarta.

## Palmarès

### Giocatore

#### Club
- Campionato spagnolo: 1

Valencia: 1946-1947
- Coppa di Spagna: 2

Valencia: 1948-1949, 1953-1954

## Riconoscimenti
A lui sono intitolati lo stadio principale della cittadella sportiva di Paterna, di proprietà del Valencia Club de Fútbol, e lo stadio  Municipal Antoni Puchades di Sueca, sua città natale.